# 沈応奎
沈 応奎（しん おうけい）は、清末の官僚。浙江省嘉興府平湖県の出身。1889年に邵友濂の後任として台湾布政使に任命され、一旦蒯徳標に後任を託したが、1890年に再任されている。任期中に施九緞事件が発生している。劉銘伝の辞任後、台湾巡撫の代理を務めた。